# Reino de Benguela
Con la denominación de Reino de Benguela los portugueses se refieren a dos reinos. Un estado precolonial cuya capital era Benguela, que fue la que encontraron los portugueses en tiempos de Paulo Dias de Novais. Y el otro reino al que se refieren, es al reino fundado en el marco de la Unión Ibérica por Felipe II de España, rey de Portugal. Su territorio comprendía buena parte de la provincia de Benguela y el sur de Cuanza Sur. Y era gobernado por un Capitán General. Su región central era la región de Bahía de las Vacas, cuya capital se llamaba Benguela.
El nombre "Benguela", viene del gobernante local llamado Benguela a la llegada de los lusoespañoles. El nombre fue conservado para referirse a la zona al sur del río Cuvo, pese a que los portugueses habían abandonado Benguela-Velha. El gobierno fundado en San Felipe de Benguela conservó el nombre.

## Historia

### Reino Autóctono de Benguela
La formación del reino autóctono de Benguela siguió la misma dinámica que los otros reinos de Ovimbundu: frentes migratorios de cazadores nómadas se fusionaron con poblaciones seminómadas que ya habitaban el territorio. En el caso del reino de Benguela, los pueblos nómadas provenían desde las tierras bajo la influencia reino de Dongo. La formación política del reino se produce en el siglo XV, que fue el que encontraron los portugueses a su llegada.
En paralelo, en el reino de Portugal, en 1559, Paulo Dias de Novais fue elegido por la Reina Catalina para iniciar la ocupación del Reino de Angola. En 1574, cuando el rey Enrique I asignó a Dias de Novais la capitanía de Angola, con el fin de promover la conquista de más áreas. Como capitán, Dias de Novais tenía jurisdicción total sobre las minas y los impuestos locales, así como privilegios sobre el comercio y cualquier recurso natural como especias y minerales. Tan pronto como llegó a Luanda, Dias de Novais envió a su sobrino, Lopes Peixoto, a Benguela (Actual Benguela-Velha), con la misión de encontrar yacimientos de oro y plata, así como de continuar las sociedades comerciales iniciadas por Henrique Pais. Peixoto no encontró las minas, pero su misión tuvo éxito, ya que logró comerciar "con paganos obteniendo provisiones, vacas, verduras, esclavos, marfil y anillos y pulseras de cobre".
En 1586, el gobernante identificado como rey de Benguela solicitó "amistad" y sumisión al rey de Portugal, probablemente, con el fin de que le ayude contra el reino de Dongo, situado al norte. El padre Diogo da Costa, que visitó la región, describe al rey de Benguela como "[un hombre] muy comprensivo, que controlaba un reino con una extrema riqueza mineral". El soberano permitió a los portugueses establecerse a lo largo de la costa y construir una fortaleza donde sus posesiones personales y comerciales pudieran mantenerse a salvo de ataques y saqueos. Lopes Peixoto comenzó la construcción de una fortaleza temporal para proteger a los setenta soldados bajo su mando. La fortaleza fue finalizada en 1587.
Las relaciones iniciales habían sido amistosas, pero se deterioraron rápidamente. A los pocos días, súbditos del rey de Benguela atacaron a los soldados portugueses que pescaban y, se adueñaron de sus armas, y mataron a los restantes soldados que se encontraban en la fortaleza, salvando la vida de sólo dos hombres que huyeron a Luanda. Durante el ataque murió Lopes Peixoto, lo que frenó la exploración al sur del río Cuanza. La Corona portuguesa, que enfrentaba simultáneamente conflictos en el Congo, no envió tropas a Benguela-Velha hasta 1617, centrada en su relación con las élites políticas y económicas de Dongo y Congo.
Este reino fue destruido en fecha desconocida, probablemente, por los imbangalas. Un marinero inglés, Andrew Battell, visitó el sitio en 1600-1601, informando que la población que vivía allí se llamaba Endalanbondos, no tenían ninguna forma de gobierno y habían sido profundamente afectados por las continuas razias los imbangalas. Describió a los lugareños como "muy traicioneros, y aquellos que comercian con esta gente tienen que velar por su propia seguridad". Cabe mencionar que en pocas ocasiones se mencionan a los imbangalas en fuentes primarias, se suelen mencionar con relación a Benguela-Velha y no a Benguela.

### Reino de Benguela (Capitanía general de Benguela)
El rey Felipe II de España, rey de la Monarquía de España, ordenó al gobernador de Angola que enviara allí "una persona de gran confianza y práctica en las cosas de aquellas partes", con el objeto de informarse sobre las condiciones de la costa, para que las naves de los india pasen seguros.
En 1615, Portugal establece sus primeros acuerdos comerciales con el reino de Benguela, y para ello Felipe III de España, en el contexto de la Unión Ibérica, constituye la capitanía de Benguela como entidad administrativa, militar y comercial lusitana con los gobernantes tradicionales para esa porción de la costa de Angola. Según la Real Disposición: "De mi poder real y absoluto, me complazco y tengo por buena, por esta presente disposición, la capitanía, conquista y gobierno de las provincias del dicho Reino de Benguela (...) y por ello, erijo al dicho reino en un nuevo gobierno, para que en lo sucesivo tengan jurisdicción y gobernador separados”. Así, se creó una nueva capitanía, convirtiéndola en administradora de los asuntos coloniales de Portugal ante el reino de Benguela.
Portugal inicialmente (1615) se mantuvo alejado del centro de la zona que llamaban Benguela, Por eso se instaló en un lugar al sur de la antigua Benguela, a la que llamaron San Felipe de Benguela. Los portugueses anexaron varios sobas ombalas de la costa y del interior cercano. La constitución de este reino ampliado surgió como respuesta al contexto imperante y a la necesidad en ese momento, de realizar la conexión terrestre entre la costa de África Occidental y Mozambique, con el objetivo de la fortificación y consolidación del Reino de Portugal Incluso con el reino de Benguela anexando varios ombalas, la organización política de los Ovimbundu en la costa siempre fue más débil que la observada en la Meseta Central de Angola.
Manuel Cerveira Pereira salió de Luanda el 11 de abril de 1617, al frente de una fuerza de 130 hombres y se dirigió hacia el sur a lo largo de la costa hasta Bahía de las Vacas, a la que llegó el 17 de mayo. Además de las viviendas portuguesas, Cerveira Pereira también construyó el Fuerte de São Filipe de Benguela. Luego de esta empresa, Cerveira Pereira fue nombrado Gobernador, Conquistador y Poblador de Benguela, y simultáneamente Gobernador de Angola.
El primer ciclo económico de la nueva colonia fue la exploración de las minas de cobre de Sumbe Ambela, al norte de la desembocadura del río Cuvo (o Queve), y al sur de Benguela-Velha, el primer asentamiento portugués en la región (fundado en 1587 y luego extinto), cerca del actual Porto Amboim.
Los neerlandeses capturaron Salvador de Bahía en Brasil. Reunieron una flota y fueron rumbo a Angola. Piet Hein los dirigía. Asedió Luanda, el asedio fracasó. Fueron rumbo a Benguela. Afortunadamente, para los portugueses, el mapa de los neerlandeses no estaba actualizado y la buscaron en Benguela-Velha. La villa estaba abandonada y encontró solo un pilar erigido por los portugueses coronado por una cruz, por lo que decidió dirigirse más al sur. Este gran primer intento de conquista fracasó.

### Domino neerlandés
La captura de la Flota de Indias dio nuevo impulso a los neerlandeses. Y esta vez, conquistaron Brasil, conquistaron Elmina, y Luanda. El pueblo y el fuerte de Benguela fueron ocupados por fuerzas de la Compañía Holandesa de las Indias Occidentales desde 1641 hasta 1648.

### Reconquista portuguesa

Reino de Benguela entre los reinos ovimbindos en el siglo XVIII

El domino neerlandés terminó cuando la guarnición neerlandesa de Benguela se rindió a dos barcos portugueses al mando de Rodrigues Castelhano que retomaron el fuerte y la ciudad sin disparar un solo tiro. Los portugueses siguieron su campaña de reconquista, reconquistaron Luanda, y finalmente Santo Tomé.
El fuerte, ya en manos portuguesas, siguió protegiendo la villa y el reino, garantizando el flujo de esclavos y el comercio de telas y alcohol al interior del reino.
En 1779 la capitanía fue sustituida por el distrito de Benguela como entidad administrativa. El reino subsistió hasta el año 1869, cuando finalmente se extinguió.